# Équilibre thermique

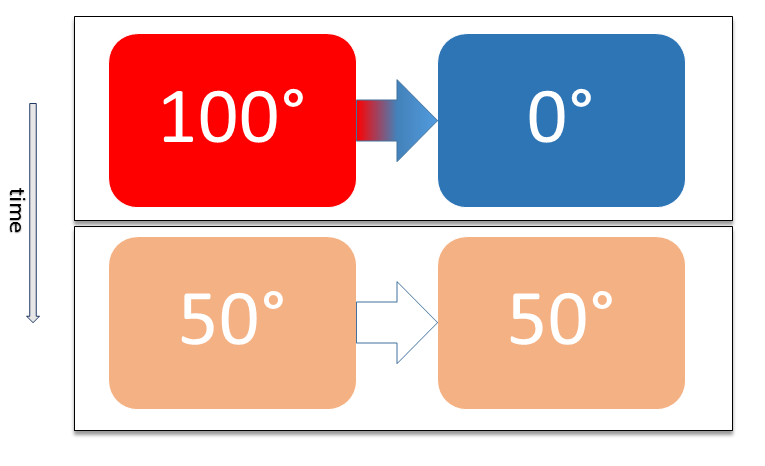
Développement d'un équilibre thermique au cours du temps dans un système isolé composé de deux compartiments initialement à températures différentes et échangeant de la chaleur.

En physique, et particulièrement en thermodynamique, l'équilibre thermique entre deux corps de températures différentes mis en contact est l'état atteint lorsque ces températures deviennent égales, l'échange d'énergie thermique (chaleur) entre ces deux corps étant alors nul.

## Température d'équilibre thermique

### Définition
Lorsque deux corps à des températures différentes sont mis en contact, il s'effectue entre eux un transfert thermique, c'est-à-dire un échange de chaleur. La température la plus élevée baisse, la plus basse augmente. Ce transfert s'effectue jusqu'à ce que les deux corps soient à la même température, la température d'équilibre. Le transfert thermique cesse alors. La température d'équilibre est intermédiaire entre les deux températures initiales.

### Calcul simplifié
Supposons une évolution dans laquelle un corps 1, ayant une température élevée {\displaystyle T_{1}}, transmet de la chaleur à un corps 2, ayant une température basse {\displaystyle T_{2}}. À l'équilibre ils atteignent la température {\displaystyle T_{E}}. Les deux corps échangent les chaleurs :
{\displaystyle Q_{1}=m_{1}c_{p_{1}}(T_{E}-T_{1})}
{\displaystyle Q_{2}=m_{2}c_{p_{2}}(T_{E}-T_{2})}
avec :
- {\displaystyle c_{p_{1}}} et {\displaystyle c_{p_{2}}} les capacités thermiques massiques respectives des corps 1 et corps 2, en joules par kilogramme kelvin (J kg−1 K−1) ;
- {\displaystyle m_{1}} et {\displaystyle m_{2}} les masses respectives des corps 1 et corps 2, en kilogrammes (kg) ;
- {\displaystyle T_{1}} et {\displaystyle T_{2}} les températures initiales respectives des corps 1 et corps 2, en kelvins (K) ;
- {\displaystyle T_{E}} la température d'équilibre thermique, en kelvins (K).

En l'absence de tout autre échange d'énergie, notamment de travail, l'énergie dégagée par le corps 1 est entièrement récupérée par le corps 2 (selon le premier principe de la thermodynamique), ce qui se traduit par :
{\displaystyle Q_{1}+Q_{2}=0}
De cette équation on tire :
{\displaystyle T_{E}={\frac {m_{1}c_{p_{1}}T_{1}+m_{2}c_{p_{2}}T_{2}}{m_{1}c_{p_{1}}+m_{2}c_{p_{2}}}}}
Remarques
- Il est supposé que les capacités thermiques ne dépendent pas de la température, ce qui n'est approximativement vrai que sur de courtes plages de température.
- Cette relation reste valable si toutes les températures sont exprimées en degrés Celsius (°C).